# 美丽小檗
美丽小檗（学名：Berberis amoena）是小檗科小檗属的植物，是中国的特有植物。分布于中国大陆的四川、云南等地，生长于海拔1,600米至3,100米的地区，多生长在石山灌丛中、云南松林下、荒坡及杂木林下，目前尚未由人工引种栽培。

## 异名
- Berberis amoena Dunn var. moloensis Ahrendt
- Berberis amoena Dunn var. umbelliflora Ahrendt